# Харциз Ярослав Сергійович
Ярослав Сергійович Харциз (нар. 7 травня 1997) — український професійний боксер, чемпіон України серед аматорів.

## Спортивні досягнення у боксі
- Регіональні аматорські
  - 2018 —  Чемпіон України у легкій вазі (до 64 кг)
  - 2019 —  Чемпіон України у легкій вазі (до 63 кг)
  - 2022 —  Чемпіон України у легкій вазі (до 63,5 кг)
  - 2017 —  Срібний призер чемпіонату України у легкій вазі (до 64 кг)
  - 2021 —  Срібний призер чемпіонату України у напівсередній вазі (до 67 кг)
  - 2023 —  Срібний призер чемпіонату України у легкій вазі (до 63,5 кг)

## Аматорська кар'єра
У березні 2021 року кваліфікувався для участі в літніх Олімпійських іграх в Токіо від України. Однак вже в першому поєдинку поступився з рахунком 0-5 чемпіону світу 2013, представнику Азербайджану Джавіду Челебієву.

## Професійна кар'єра
У січні 2023 року підписав контракт з промоутерською компанією K2 Promotions.
28 січня 2023 року відбувся професійний дебют Харциза у Польщі, де він переміг Мар'яна Веселовскі.

## Таблиця боїв
| № | Результат | Рекорд | Суперник                         | Спосіб | Раунд, час  | Дата            | Місце                      | Примітки                     |
| - | --------- | ------ | -------------------------------- | ------ | ----------- | --------------- | -------------------------- | ---------------------------- |
| 7 | Перемога  | 7-0    | Дастан Садуули (13-2)            | RTD    | 1 (8), 2:05 | 7 червня 2025   | Палац спорту, Київ         |                              |
| 6 | Перемога  | 6-0    | Ронан Науель Санчес (6-4-1)      | KO     | 3 (8), 0:47 | 1 березня 2025  | Stereo Plaza, Київ         |                              |
| 5 | Перемога  | 5-0    | Алан Себастьян Веласкез (4-18-1) | TKO    | 2 (8), 2:16 | 28 вересня 2024 | Emily Resort, Львів        |                              |
| 4 | Перемога  | 4-0    | Артем Айвазіді (12-26-2)         | RTD    | 2 (6)       | 9 грудня 2023   | AKKO International, Київ   |                              |
| 3 | Перемога  | 3-0    | Конрад Чайковскі (2-0-1)         | UD     | 4           | 26 серпня 2023  | Міський стадіон, Вроцлав   |                              |
| 2 | Перемога  | 2–0    | Петр Рандишек (2-1)              | TKO    | 1 (4), 0:33 | 15 квiтня 2023  | PGE Turow Arena, Зґожелець |                              |
| 1 | Перемога  | 1–0    | Мар'ян Веселовскі (2-3-1)        | TKO    | 2 (4), 2:33 | 28 січня 2023   | Hala Sportowa, Новий Сонч  | Дебют на професійному ринзі. |